# آگاتا وروبل
آگاتا وروبل ((به لهستانی: Agata Wróbel)؛ زادهٔ ۲۸ اوت ۱۹۸۱) وزنه‌بردار اهل لهستان است.